# Међународни фестивал филмске камере „Браћа Манаки“
Међународни фестивал филмске камере „Браћа Манаки“ (мкд. Меѓународен фестивал на филмската камера „Браќа Манаки“) је годишња манифестација основана 1950. године са седиштем у Битољу, Северна Македонија. Најстарији је филмски фестивал на свету који вреднује сниматељски рад.
У организацији Удружења филмских радника Македоније (МФПА), фестивал се одржава у Битољу, јер је то град већине делатности цинцарске браће Јанакија и Милтона Манакија. Манакијеви су били су филмски аутори, који су у Авдели 1905. године снимили прве филмове на простору тадашњег Отоманског Балкана.
Фестивал је подржан од стране Министарства културе Македоније и председника Северне Македоније. Награде фестивала су „Камера 300“ и додељују се најбољим филмовима по избору фестивалског жирија. Организатори се труде да доведу и познате светске глумце, као што су Мајкл Јорк, Чарлс Денс, Викторија Абрил, Дерил Хана, Мики Манојловић, Катрин Денев и Изабел Ипер.